# オルガン針
オルガン針株式会社（オルガンばり）は、長野県上田市に本社をおく、繊維用針および電子部品を開発・販売する企業。
グループ企業として、国内にオルガン製針（株）、九州オルガン針（株）、海外にはベトナムと中国・重慶に製造拠点を持つ。また、国内では東京、大阪に、海外では香港、台湾、上海、シンガポール、重慶、ドイツに販売拠点を置く。

## 主な製品
- ミシン針（家庭用・工業用）
- メリヤス針
- フェルト針
- コンタクトプローブ（プリント基板類検査用）

## 沿革
- 1920年（大正9年） - 東京（現東京都荒川区）で蓄音機針の製造開始。
- 1936年（昭和11年） - 合名会社増島製針所として法人化。
- 1939年（昭和14年） - ミシン針の製造開始。「オルガン印」の商標で生産開始。
- 1945年（昭和20年） - 戦時疎開により長野県へ移転。
- 1950年（昭和25年） - 株式会社へ改組、株式会社増島製針所となる。
- 1963年（昭和38年） - オルガン針株式会社へ社名変更。
- 1974年（昭和49年） - 合弁会社として香港増島車針有限公司を設立。
- 1995年（平成7年） - ORGAN NEEDLE(VIETNAM)Co.,LTD（ベトナムホーチミン市）を設立。
- 2002年（平成14年） - 重慶風琴針業有限公司（中国重慶市）を設立。
- 2016年（平成28年）- グループ再編。製造部門をオルガン製針（株）として分社。